# 列维-奇维塔联络
列维-奇维塔联络（Levi-Civita connection），在黎曼几何中， 是切丛上的无挠率联络，它保持黎曼度量(或伪黎曼度量)不变。因意大利数学家图利奥·列维-奇维塔而得名。
黎曼几何基本定理表明存在唯一联络满足这些属性。
在黎曼流形和伪黎曼流形的理论中，共变导数一词经常用于列维-奇维塔联络。联络的坐标空间的表达式称为克里斯托费尔符号。

## 形式化定义
设 {\displaystyle (M,g)} 为一黎曼流形（或伪黎曼流形），则仿射联络 {\displaystyle \nabla } 在满足以下条件时是列维-奇维塔联络。
1. 无挠率：也就是，对任何向量场 {\displaystyle X,Y} 我们有 {\displaystyle \nabla _{X}Y-\nabla _{Y}X=[X,Y]}，其中 {\displaystyle [X,Y]} 是向量场 {\displaystyle X} 和 {\displaystyle Y} 的李括号。

1. 与度量相容：也就是,对任何向量场 {\displaystyle X,Y,Z}我们有 {\displaystyle Xg(Y,Z)=g(\nabla _{X}Y,Z)+g(Y,\nabla _{X}Z)}，其中 {\displaystyle Xg(Y,Z)} 表示函数 {\displaystyle g(Y,Z)} 沿向量场 {\displaystyle X} 的导数。

## 沿曲线的导数
列维-奇维塔联络也定义了一个沿曲线的导数，通常用 {\displaystyle D} 表示。
给定一个在 {\displaystyle (M,g)} 上的光滑曲线 {\displaystyle \gamma }和{\displaystyle \gamma } 上的一个向量场 {\displaystyle V}，其导数定义如下
{\displaystyle {\frac {D}{dt}}V=\nabla _{{\dot {\gamma }}(t)}V.}